# NGC 7586
NGC 7586 este o galaxie spirală situată în constelația Pegas. A fost descoperită în 2 septembrie 1864 de către Albert Marth.